# چاندوس هرالد
چاندوس هرالد (به‌انگلیسی:Chandos Herald) نامی است که برای ارجاع به نویسنده شعری درباره زندگی شاهزاده سیاه به زبان آنگلونورمن استفاده می شود . به او اصطلاح می‌گویند زیرا منادی جنگ سالار انگلیسی جان چاندوس ، نزدیکترین دوست شاهزاده سیاه بود.
زبان این شعر نشان می دهد که چاندوس هرالد از هاینو آمده است .  این شعر بین سال‌های ۱۳۷۶ و ۱۳۸۷ نوشته شده است.
پس از مرگ جان چاندوس در سال ۱۳۷۰ ، هرالد وارد خدمات بخش سلطنتی شد و توسط ریچارد دوم در تاج‌گذاری خود در سال ۱۳۷۷ به سلطان اسلحه انگلستان تبدیل شد(این یک اصطلاح از قدرت نویسندگی او است).

## یادداشت ها
- Richard Barber, The life and campaigns of the Black Prince: from contemporary letters
- diaries, and chronicles, including Chandos Herald's Life of the Black Prince, Boydell & Brewer, 1997, p.84